# Farmingdale (Maine)
Farmingdale es un pueblo ubicado en el condado de Kennebec en el estado estadounidense de Maine. En el Censo de 2010 tenía una población de 2.956 habitantes y una densidad poblacional de 98,88 personas por km².

## Geografía
Farmingdale se encuentra ubicado en las coordenadas 44°15′38″N 69°49′40″O / 44.26056, -69.82778. Según la Oficina del Censo de los Estados Unidos, Farmingdale tiene una superficie total de 29.89 km², de la cual 29.1 km² corresponden a tierra firme y (2.65%) 0.79 km² es agua.

## Demografía
Según el censo de 2010, había 2.956 personas residiendo en Farmingdale. La densidad de población era de 98,88 hab./km². De los 2.956 habitantes, Farmingdale estaba compuesto por el 96.31% blancos, el 0.58% eran afroamericanos, el 0.27% eran amerindios, el 1.01% eran asiáticos, el 0.03% eran isleños del Pacífico, el 0.44% eran de otras razas y el 1.35% pertenecían a dos o más razas. Del total de la población el 1.29% eran hispanos o latinos de cualquier raza.